# Роберт Шпут
Роберт Шпут (на немски: Robert Sputh) е германски предприемач, изобретател на бирената подложка в нейната настояща форма.
През 1892 г. Роберт Шпут регистрира патент № 68499 за изобретения от него нов метод за производство на бирени подложки. Той наливал полутечна каша от хартия в специални форми и ги изсушавал за една нощ. Подложките били с диаметър 107 мм и дебелина 5 мм. Добре поемащите влагата и хигиенични еднократни картонени подложки се разпространяват бързо и изместват използваните дотогава плъстени поставки от филц.